# I Believe in Father Christmas
Cet article concerne la chanson. Pour les autres significations, voir I Believe in Father Christmas (homonymie).
 (avril 2018).
Si vous disposez d'ouvrages ou d'articles de référence ou si vous connaissez des sites web de qualité traitant du thème abordé ici, merci de compléter l'article en donnant les références utiles à sa vérifiabilité et en les liant à la section « Notes et références ».
Singles de Greg Lake
C'est la vie
(1977)
Clip vidéo
(en) [vidéo] « "I Believe in Father Christmas" (official) », sur YouTube
Pistes de Works Volume II
Maple Leaf Rag
(B2) Closer But Not Touching
(B4)
I Believe in Father Christmas est une chanson de Greg Lake avec paroles de Peter Sinfield, sortie en single en novembre 1975 durant une pause dans la carrière du groupe Emerson, Lake and Palmer.

## Description

### Histoire
La chanson se classe no 2 au Royaume-Uni en décembre, derrière Bohemian Rhapsody de Queen qui est le single no 1 de Noël 1975. Deux ans plus tard, I Believe in Father Christmas est réenregistrée par le groupe au complet, dans une version plus dépouillée, pour être incluse sur l'album Works Volume II. Une troisième version est enregistrée en 1993 pour le coffret The Return of the Manticore. En 2002, Greg Lake revisite la chanson une fois de plus pour une compilation intitulée A Classic Rock Christmas, avec d'autre artistes de Sanctuary. En 1995, Rhino Records publie l'homonyme EP, qui contient les deux premières versions de la chanson, ainsi que Humbug (la face B du single de Lake) et des interprétations de la Troïka (extraite de la suite du Lieutenant Kijé de Prokofiev) et de Nut Rocker (en), titre rock inspiré de Casse-Noisette (Nutcracker en anglais) de Tchaïkovski.

### Genèse
I Believe in Father Christmas est apparue sur de nombreuses compilations thématiques de Noël. Souvent considérée comme une chanson anti-religieuse, Lake affirme qu'il s'agit plutôt d'une protestation contre la commercialisation de la fête de Noël,. Peter Sinfield, cependant, a déclaré que le texte parle d'une perte d'innocence et des croyances de l‘enfance.

## Pour la version de1975

### Classements
| Classement          |  | Milleure position |
| ------------------- |  | ----------------- |
| UK Singles Chart    |  | 2                 |
| Irish Singles Chart |  | 17                |
| ARIA Charts         |  | 98                |

### Musiciens
- Greg Lake – basse, guitare acoustique, chant
- l'Orchestre philharmonique de Londres – dirigé par Godfrey Salmon
- The King's Singers – chœurs

## Artistes ayant reprisI Believe in Father Christmas(Liste partielle)
- Toyah Willcox
- Honeymoon Suite
- Elaine Paige
- Frank Sinatra
- Vertical Horizon
- Weird Al Yankovic
- Sarah Brightman
- U2
- Connie Talbot
- Joe McElderry
- Susan Boyle
- Il Volo
- Hannah Peel (en)
- Six by Seven
- Claude François
- Gaz Coombes
- Robbie Williams
- Tony Hadley
- The City of Prague Philharmonic Orchestra & Crouch End Festival Chorus
- Marillion